# Daleu
Daleu este o comună din regiunea Dix-Huit Montagnes, Coasta de Fildeș.